# Emmelshausen
Emmelshausen – miasto w Niemczech, w kraju związkowym Nadrenia-Palatynat, w powiecie Rhein-Hunsrück, siedziba administracyjna gminy związkowej Hunsrück-Mittelrhein. Do 31 grudnia 2019 siedziba administracyjna gminy związkowej Emmelshausen.